# آرتور آبراهام

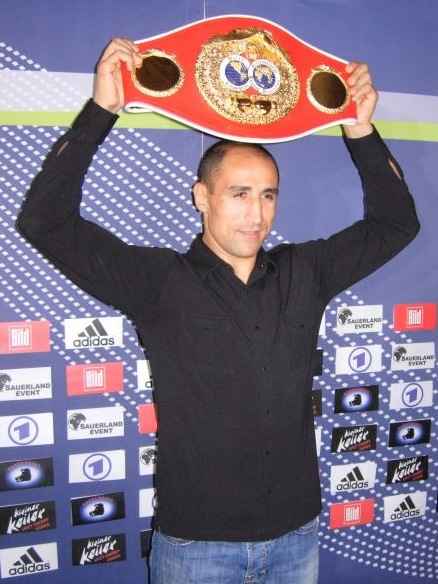
آبراهام در ۲۰۱۰

آبراهام در ایروان در ۲۰۰۹

آوتیک آبراهامیان (ارمنی: Ավետիք Աբրահամյան؛ آرتور آبراهام آلمانی: Arthur Abraham زادهٔ ۲۰ فوریهٔ ۱۹۸۰) یک بوکسور حرفه‌ای میان وزن اهل ارمنستان-آلمان است.
آرتور آبراهام، در فینال مسابقات میان وزن قهرمانی جهان با ضربه ناک‌اوت در راند یازدهم بر حریف خود خورن گوور غلبه و از مقام خود دفاع کرد. این مسابقه در مکس اشملین، آلمان برگزار شد.
ویک دارچینیان با برتری مقابل آیرین پاچکو عنوان قهرمانی بوکس دسته مگس وزن فدراسیون بین‌المللی بوکس IBF، را کسب نماید. این مسابقه در شهر هالیوود در ایالت فلوریدا برگزار شد. دارچینیان کنترل مسابقه را در اکثر راندها در دست داشت و در راند دهم با یک ضربه سهمگین به سر حریف خویش وی را ناک دان کند و در در ثانیه ۴۴ راند یازدهم با ضربه فنی اولین شکست را به حریف کلمبیایی خود تحمیل نماید.
از فیلم‌ها یا برنامه‌های تلویزیونی که وی در آن نقش داشته‌است می‌توان به ماکس اشملینگ اشاره کرد.

## آمار حرفه‌ای بوکس
| خلاصه بوکس حرفه‌ای |        |        |
| ۵۳ مبارزه         | ۴۷ بُرد | ۶ شکست |
| با ناک‌اوت         | ۳۰     | ۱      |
| با تصمیم داور     | ۱۷     | ۴      |
| با رد صلاحیت      | ۰      | ۱      |

| No. | نتیجه | آمار | حریف                    | نوع | راند، زمان    | تاریخ           | مکان                                                                       | یادداشت                                                                                              |
| --- | ----- | ---- | ----------------------- | --- | ------------- | --------------- | -------------------------------------------------------------------------- | --- |
| ۵۳  | برد   | ۴۷–۶ | Patrick Nielsen         | SD  | ۱۲            | ۲۸ آوریل ۲۰۱۸   | Baden-Arena, اوفنبورگ, آلمان                                               | برد عنوان بدون متصادی فوق-میان‌وزن WBO International                                                  |
| ۵۲  | باخت  | ۴۶–۶ | Chris Eubank Jr.        | UD  | 12            | ۱۵ ژوئیه ۲۰۱۷   | The SSE Arena Wembley, لندن, انگبستان                                      | برای عنوان فوق-میان‌وزن IBO                                                                           |
| ۵۱  | —     | —    | Robin Krasniqi          | —   | – (۱۲)        | ۲۲ آوریل ۲۰۱۷   | Messe, ارفورت، آلمان                                                       | |
| ۵۰  | برد   | ۴۵–۵ | Tim-Robin Lihaug        | TKO | ۸ (۱۲), ۱:۰۹  | ۱۶ ژوئیه ۲۰۱۶   | ماکس اشملینگ هاله، برلین، آلمان                                            | بردن عنوان خالی فوق-میان‌وزن WBO International                                                        |
| ۴۹  | باخت  | ۴۴–۵ | Gilberto Ramírez        | UD  | ۱۲            | ۹ آوریل ۲۰۱۶    | MGM Grand Garden Arena, پارادایس، نوادا، ایالات متحده آمریکا               | از دست دادن عنوان فوق-میان‌وزن WBO                                                                    |
| ۴۸  | برد   | ۴۴–۴ | Martin Murray           | SD  | ۱۲            | ۲۱ نوامبر ۲۰۱۵  | TUI Arena, هانوفر، آلمان                                                   | حفظ عنوان فوق-میان‌وزن WBO                                                                            |
| ۴۷  | برد   | ۴۳–۴ | Robert Stieglitz        | TKO | ۶ (۱۲), ۱:۱۴  | ۱۸ ژوئیه ۲۰۱۵   | Gerry Weber Stadion , هاله، آلمان                                          | حفظ عنوان فوق-میان‌وزن WBO                                                                            |
| ۴۶  | برد   | ۴۲–۴ | Paul Smith              | UD  | ۱۲            | ۲۱ فوریه ۲۰۱۵   | O2 World, برلین، آلمان                                                     | حفظ عنوان فوق-میان‌وزن WBO                                                                            |
| ۴۵  | برد   | ۴۱–۴ | Paul Smith              | UD  | ۱۲            | ۲۷ سپتامبر ۲۰۱۴ | Sparkassen-Arena, کیل، آلمان                                               | حفظ عنوان فوق-میان‌وزن WBO                                                                            |
| ۴۴  | برد   | ۴۰–۴ | Nikola Sjekloća         | UD  | ۱۲            | ۳ مه ۲۰۱۴       | Velodrom, برلین، آلمان                                                     | حفظ عنوان فوق-میان‌وزن WBO                                                                            |
| ۴۳  | برد   | ۳۹–۴ | Robert Stieglitz        | SD  | ۱۲            | ۲۱ مارس ۲۰۱۴    | GETEC Arena, ماگدبورگ، آلمان                                               | بردن عنوان فوق-میان‌وزن WBO                                                                           |
| ۴۲  | برد   | ۳۸–۴ | Giovanni De Carolis     | UD  | ۱۲            | ۲۶ اکتبر ۲۰۱۳   | Large EWE Arena, اولدنبرگ، آلمان                                           | حفظ عنوان فوق-میان‌وزن WBO Inter-Continental                                                          |
| ۴۱  | برد   | ۳۷–۴ | Willbeforce Shihepo     | UD  | ۱۲            | ۲۴ اوت ۲۰۱۳     | Sport- und Kongresshalle, شورین، آلمان                                     | بردن عنوان فوق-میان‌وزن WBO Inter-Continental                                                         |
| ۴۰  | باخت  | ۳۶–۴ | Robert Stieglitz        | TKO | ۴ (۱۲), ۰:۰۱  | ۲۳ مارس ۲۰۱۳    | GETEC Arena, ماگدبورگ، آلمان                                               | از دست دادن عنوان فوق-میان‌وزن WBO                                                                    |
| ۳۹  | برد   | ۳۶–۳ | Mehdi Bouadla           | TKO | ۸ (۱۲), ۲:۱۱  | ۱۵ دسامبر ۲۰۱۲  | Nüremberg Arena, نورنبرگ، آلمان                                            | حفظ عنوان فوق-میان‌وزن WBO                                                                            |
| ۳۸  | برد   | ۳۵–۳ | Robert Stieglitz        | UD  | ۱۲            | ۲۵ اوت ۲۰۱۲     | O2 World, برلین، آلمان                                                     | بردن WBO                                                                                             |
| ۳۷  | برد   | ۳۴–۳ | Piotr Wilczewski        | UD  | ۱۲            | ۳۱ مارس ۲۰۱۲    | Sparkassen-Arena, کیل، آلمان                                               | حفظ عنوان فوق-میان‌وزن WBO اروپا                                                                      |
| ۳۶  | برد   | ۳۳–۳ | Pablo Farias            | KO  | ۵ (۱۲), ۲:۰۰  | ۱۴ ژانویه ۲۰۱۲  | Baden-Arena, اوفنبورگ، آلمان                                               | بردن عنوان خالی فوق-میان‌وزن اروپایی WBO                                                              |
| ۳۵  | باخت  | ۳۲–۳ | Andre Ward              | UD  | ۱۲            | ۱۴ مه ۲۰۱۱      | ورزشگاه استاب هاب سنتر، کارسون، کالیفرنیا، ایالات متحده آمریکا             | For WBA (Super) super-middleweight title; Super Six World Boxing Classic: semi-final                 |
| ۳۴  | برد   | ۳۲–۲ | Stjepan Božić           | TKO | ۲ (۱۰), ۱:۰۱  | ۱۲ فوریه ۲۰۱۱   | RWE-Sporthalle, مولهایم آن در رور، آلمان                                   | |
| ۳۳  | باخت  | ۳۱–۲ | Carl Froch              | UD  | ۱۲            | ۲۷ نوامبر ۲۰۱۰  | Hartwall Arena, هلسینکی، فنلاند                                            | For vacant فهرست قهرمانان بوکس جهان; Super Six World Boxing Classic: group stage 3                   |
| ۳۲  | باخت  | ۳۱–۱ | Andre Dirrell           | DQ  | 11 (12), ۱:۱۳ | ۲۷ مارس ۲۰۱۰    | Joe Louis Arena, دیترویت، ایالات متحده آمریکا                              | Super Six World Boxing Classic: group stage 2; Abraham disqualified for hitting Dirrell after a slip |
| ۳۱  | برد   | ۳۱–۰ | Jermain Taylor          | KO  | ۱۲ (۱۲), ۲:۵۴ | ۱۷ اکتبر ۲۰۰۹   | O2 World, برلین، آلمان                                                     | Super Six World Boxing Classic: group stage 1                                                        |
| ۳۰  | برد   | ۳۰–۰ | Mahir Oral              | TKO | ۱۰ (۱۲), ۱:۲۳ | ۲۷ ژوئن ۲۰۰۹    | ماکس اشملینگ هاله، برلین، آلمان                                            | حفظ عنوان میان‌وزن IBF                                                                                |
| ۲۹  | برد   | ۲۹–۰ | Lajuan Simon            | UD  | ۱۲            | ۱۴ مارس ۲۰۰۹    | Ostseehalle, کیل، آلمان                                                    | حفظ عنوان میان‌وزن IBF                                                                                |
| ۲۸  | برد   | ۲۸–۰ | Raúl Márquez            | RTD | 6 (12), ۳:۰۰  | ۸ نوامبر ۲۰۰۸   | Jako Arena, بامبرگ، آلمان                                                  | حفظ عنوان فوق-میان‌وزن IBF                                                                            |
| ۲۷  | برد   | ۲۷–۰ | Edison Miranda          | TKO | ۴ (۱۲), ۱:۱۳  | ۲۱ ژوئن ۲۰۰۸    | Seminole Hard Rock Hotel and Casino, هالیوود، فلوریدا، ایالات متحده آمریکا | حفظ عنوان میان‌وزن IBF                                                                                |
| ۲۶  | برد   | ۲۶–۰ | Elvin Ayala             | KO  | ۱۲ (۱۲), ۲:۳۲ | ۲۹ مارس ۲۰۰۸    | Ostseehalle , کیل، آلمان                                                   | حفظ عنوان میان‌وزن IBF                                                                                |
| ۲۵  | برد   | ۲۵–۰ | Wayne Elcock            | TKO | ۵ (۱۲), ۱:۵۸  | ۸ دسامبر ۲۰۰۷   | St. Jakobshalle, بازل، سوئیس                                               | حفظ عنوان میان‌وزن IBF                                                                                |
| ۲۴  | برد   | ۲۴–۰ | خورن گوور               | KO  | ۱۱ (۱۲), ۲:۴۱ | ۱۸ اوت ۲۰۰۷     | ماکس اشملینگ هاله، برلین، آلمان                                            | حفظ عنوان میان‌وزن IBF                                                                                |
| ۲۳  | برد   | ۲۳–۰ | Sébastien Demers        | KO  | ۳ (۱۲), ۲:۵۷  | ۲۶ مه ۲۰۰۷      | Jako Arena, بامبرگ، آلمان                                                  | حفظ عنوان میان‌وزن IBF                                                                                |
| ۲۲  | برد   | ۲۲–۰ | Edison Miranda          | UD  | ۱۲            | ۲۳ سپتامبر ۲۰۰۶ | Rittal Arena, وتسلار، آلمان                                                | حفظ عنوان میان‌وزن IBF                                                                                |
| ۲۱  | برد   | ۲۱–۰ | Kofi Jantuah            | UD  | ۱۲            | ۱۳ مه ۲۰۰۶      | Stadthalle, Zwickau, آلمان                                                 | حفظ عنوان میان‌وزن IBF                                                                                |
| ۲۰  | برد   | ۲۰–۰ | Shannan Taylor          | UD  | ۱۲            | ۴ مارس ۲۰۰۶     | Large EWE Arena, Oldenburg, آلمان                                          | حفظ عنوان میان‌وزن IBF                                                                                |
| ۱۹  | برد   | ۱۹–۰ | Kingsley Ikeke          | KO  | ۵ (۱۲), ۱:۳۶  | ۱۰ دسامبر ۲۰۰۵  | Arena Leipzig, لایپزیگ، آلمان                                              | بردن عنوان خالی میان‌وزن IBF                                                                          |
| ۱۸  | برد   | ۱۸–۰ | Luis Daniel Parada      | TKO | ۵ (۸), ۲:۵۲   | ۱ اکتبر ۲۰۰۵    | Large EWE Arena, الدنبورگ، آلمان                                           | |
| ۱۷  | برد   | ۱۷–۰ | Howard Eastman          | UD  | ۱۲            | ۱۶ ژوئیه ۲۰۰۵   | Nuremberg Arena, Nuremberg, آلمان                                          | حفظ عنوان فوق-میان‌وزن WBA Inter-Continental                                                          |
| ۱۶  | برد   | ۱۶–۰ | Héctor Javier Velazco   | KO  | ۵ (۱۲), ۲:۴۹  | ۲۳ آوریل ۲۰۰۵   | Westfalenhallen, دورتموند، آلمان                                           | حفظ عنوان میان‌وزن WBA Inter-Continental; بردن عنوان خالی میان‌وزن WBF Intercontinental                |
| ۱۵  | برد   | ۱۵–۰ | Ian Gardner             | UD  | ۱۲            | ۱۲ فوریه ۲۰۰۵   | ماکس اشملینگ هاله، برلین، آلمان                                            | بردن عنوان خالی میان‌وزن WBA Inter-Continental                                                        |
| ۱۴  | برد   | ۱۴–۰ | Roberto Mario Vecchio   | TKO | ۶ (۸), ۲:۰۲   | ۲۰ نوامبر ۲۰۰۴  | BigBox, کمپتن ایم آلتگاو، آلمان                                            | |
| ۱۳  | برد   | ۱۳–۰ | Nader Hamdan            | TKO | ۱۲ (۱۲), ۱:۳۰ | ۴ سپتامبر ۲۰۰۴  | Grugahalle, اسن، آلمان                                                     | بردن عنوان خالی فوق-میان‌وزن WBA Inter-Continental                                                    |
| ۱۲  | برد   | ۱۲–۰ | Dave Nash               | KO  | ۲ (۸)         | ۳ ژوئیه ۲۰۰۴    | Stadthalle, هارتسهایم آم ماین، آلمان                                       | |
| ۱۱  | برد   | ۱۱–۰ | Mark Flynn              | KO  | ۳ (۸), ۲:۴۱   | ۵ ژوئن ۲۰۰۴     | Eissportzentrum, کمنیتس، آلمان                                             | |
| ۱۰  | برد   | ۱۰–۰ | Cristian Oscar Zanabria | KO  | ۵ (۸)         | ۱۷ آوریل ۲۰۰۴   | ماکس اشملینگ هاله، برلین، آلمان                                            | |
| ۹   | برد   | ۹–۰  | Branko Sobot            | TKO | ۲ (۸)         | ۲۷ مارس ۲۰۰۴    | Bördelandhalle , ماگدبورگ، آلمان                                           | |
| ۸   | برد   | ۸–۰  | Steve Walker            | KO  | ۲ (۸)         | ۲۸ فوریه ۲۰۰۴   | Mehrzweckhalle, درسدن، آلمان                                               | |
| ۷   | برد   | ۷–۰  | Gabriel Botos           | TKO | ۲ (۶), ۱:۲۲   | ۲۱ ژانویه ۲۰۰۴  | Sportcenter Jumps, برلین، آلمان                                            | |
| ۶   | برد   | ۶–۰  | Alexandru Manea         | TKO | ۳ (۶)         | ۱۷ ژانویه ۲۰۰۴  | Rhein-Mosel-Halle, کوبلنتس، آلمان                                          | |
| ۵   | برد   | ۵–۰  | Cezary Piotrowski       | KO  | ۴ (۶)         | ۱۳ دسامبر ۲۰۰۳  | Nuremberg Arena, نورنبرگ، آلمان                                            | |
| ۴   | برد   | ۴–۰  | Tomas Vican             | TKO | ۲ (۶)         | ۲۲ نوامبر ۲۰۰۳  | Erdgas Arena, ریزا، آلمان                                                  | |
| ۳   | برد   | ۳–۰  | Sladko Cizicz           | TKO | ۳ (۴)         | ۴ اکتبر ۲۰۰۳    | Stadthalle, تسویکاو، آلمان                                                 | |
| ۲   | برد   | ۲–۰  | Petr Rykala             | TKO | ۲ (۴)         | ۶ سپتامبر ۲۰۰۳  | Messe, ارفورت، آلمان                                                       | |
| ۱   | برد   | ۱–۰  | Frank Kary Roth         | TKO | ۳ (۴)         | ۱۶ اوت ۲۰۰۳     | Nürburgring, نوربورگ، آلمان                                                | نخستین رقابت حرفه‌ای                                                                                  |

## توضیحات
- UD: Unanimous|decision تصمیم‌گیری به اتفاق آرا
- TKO:ناک‌اوت ناک‌اوت

## جوایز
- شهروند افتخاری ایروان (۲۰۱۵)